# North Island (Seszele)
North Island (fr. Île du Nord) – wyspa na Oceanie Indyjskim, w grupie Wysp Wewnętrznych archipelagu Seszeli, oddalona o około 5 km na północ od Silhouette i o 32 km na północny zachód od Mahé. Zbudowana jest głównie ze skał granitowych.
North Island była pierwszą wyspą, na której wylądowali Europejczycy. W 1609 roku brytyjski żeglarz Alexander Sharpeigh zameldował Brytyjskiej Kompanii Wschodnioindyjskiej o wielkiej kolonii seszelskich żółwi olbrzymich zamieszkujących wyspę.
Od 1826 roku do lat 70. XX wieku wyspa była prywatną własnością rodziny Beaufond z Reunionu, która wykorzystywała ją pod uprawę owoców i przypraw. Eksportowano stąd również guano, olej rybny i koprę. Obecnie wyspa jest kurortem wypoczynkowym dla turystów.